# ميرفن جاكسون
ميرفن جاكسون (بالإنجليزية: Mervin Jackson)‏ مواليد 15 أغسطس 1946 في سافانا - الوفاة 07 يونيو 2012، كان لاعب كرة سلة أمريكي. تم اختياره من قبل فريق فينيكس صنز خلال الدرافت. بلغ طوله 6 قدم 3 بوصة (1.9 م).

## روابط خارجية
- ميرفن جاكسون على موقع سبورتس رفرنس (الإنجليزية)
- ميرفن جاكسون على موقع كلية كرة السلة في سبورتس رفرنس.كوم (الإنجليزية)
- ميرفن جاكسون على موقع ريلجم (الإنجليزية)
- ميرفن جاكسون على موقع بروبوليرز (الإنجليزية)